# النائب العام (السعودية)
النائب العام (السعودية) هو رأس الهرم في جهاز النيابة العامة، وهي شعبة من شعب القضاء. يتكون هذا الجهاز من محامين عموم ورؤساء نيابة ووكلاء نيابة ومساعدين ومعاونين، وجميعهم يمارسون وظائف قضائية وإدارية متصلة بجهاز النيابة

## النشاة
في عهد الملك فهد بن عبد العزيز آل سعود، كان الأمر بإنشاء الأجهزة المختصة لتوفير الأمن وإقرار العدالة في كافة ربوع المملكة العربية السعودية وفقاً لأسس علمية شرعية وحضارية تضع في اعتبارها الحفاظ على حقوق الإنسان وكرامته وعدم اتخاذ أي إجراء يمس تلك الحقوق أو الكرامة، وذلك في ضوء القواعد الشرعية المستمدة من كتاب الله والسنة النبوية صدر نظام هيئة التحقيق والادعاء العام بالمرسوم الملكي الكريم رقم (م/56) وتاريخ 24-10-1409هـ.

## تاريخ المنصب
يعود تاريخ المنصب في المملكة العربية السعودية إلى يونيو 2017، حين تم تعيين أول نائب عام وهو سعود بن عبدالله بن مبارك المعجب.

## شاغلي المنصب
- سعود بن عبدالله بن مبارك المعجب (منذ 17 يونيو 2017 - حتى الآن).[2]